# Auber 93/Saison 2012
Dieser Artikel listet Erfolge und Fahrer des Radsportteams Auber 93 in der Saison 2012 auf.

## Erfolge in der UCI Europe Tour
In der Saison 2012 gelangen dem Team nachstehende Erfolge in der UCI Europe Tour.
| Datum    | Rennen                        | Kat. | Sieger            |
| -------- | ----------------------------- | ---- | ----------------- |
| 25. März | 8. Etappe Tour de Normandie   | 2.2  | Benoît Drujon     |
| 1. Mai   | 7. Etappe Tour de Bretagne    | 2.2  | Dimitri Le Boulch |
| 20. Mai  | 5. Etappe Circuit de Lorraine | 2.1  | Steven Tronet     |

## Erfolge in der Cyclocross Tour
In den Rennen der Cyclocross-Saison 201/12 gelangen dem Team nachstehende Erfolge.
| Datum         | Rennen                             | Fahrer        |
| ------------- | ---------------------------------- | ------------- |
| 18. September | Catamount Grand Prix, Williston    | Nicolas Bazin |
| 25. September | Ellison Park Cyclocross, Rochester | Nicolas Bazin |

## Platzierung in UCI-Ranglisten
| UCI Continental Circuit | Platz |
| ----------------------- | ----- |
| UCI Europe Tour 2012    | 41    |

## Zugänge – Abgänge
| Zugänge       | Team 2011               | Abgänge         | Team 2012              |
| ------------- | ----------------------- | --------------- | ---------------------- |
| Steven Tronet | Roubaix Lille Métropole | Sylvain Georges | AG2R La Mondiale       |
| Benoît Drujon | Neoprofi                | Maxime Méderel  | Saur-Sojasun           |
|               |                         | Arnaud Molmy    | Véranda Rideau-Super U |

## Mannschaft
| Name                | Geburtstag        | Nationalität |              |
| ------------------- | ----------------- | ------------ | ------------ |
| Romain Bacon        | 8. März 1990      | Frankreich   |              |
| Fabien Bacquet      | 28. Februar 1986  | Frankreich   |              |
| Nicolas Bazin       | 9. Juni 1983      | Frankreich   |              |
| Flavien Dassonville | 16. Februar 1991  | Frankreich   |              |
| Benoît Drujon       | 3. Juni 1985      | Frankreich   |              |
| Mathieu Drujon      | 1. Februar 1983   | Frankreich   |              |
| Guillaume Faucon    | 13. Dezember 1986 | Frankreich   |              |
| Dimitri Le Boulch   | 20. Februar 1989  | Frankreich   |              |
| Johan Mombaerts     | 6. Oktober 1984   | Frankreich   |              |
| Ronan Racault       | 2. November 1988  | Frankreich   |              |
| Nicolas Rousseau    | 16. März 1983     | Frankreich   |              |
| Jonathan Thiré      | 19. April 1986    | Frankreich   |              |
| Steven Tronet       | 14. Oktober 1986  | Frankreich   |              |
| Stagiaires          | Stagiaires        | Nationalität | Nationalität |
| Alliaume Leblond    | Alliaume Leblond  | Frankreich   |              |
| Yannis Yssaad       | Yannis Yssaad     | Frankreich   |              |